# Freeman (fumetto)
Freeman è una serie a fumetti di genere western storico ideata e scritta da Gianluca Piredda e con i disegni di Vincenzo Arces e pubblicata in Italia dall' Editoriale Aurea a partire da ottobre 2018 all'interno della rivista Skorpio. La serie è tuttora in corso in Italia e in via di pubblicazione in Brasile e Argentina.
Dal 25 ottobre 2024 Freeman ha una sua testata indipendente (all'interno della collana "I classici di Lanciostory & Skorpio") edita da Editoriale Aurea.

## Trama
Ambientato nella Virginia del 1861, la serie racconta il viaggio lungo l'America di Theo, giovane schiavo che fugge dalle tenute Cole dopo l'omicidio di Marie e dopo l'ennesimo sopruso. Ad accanirsi contro il ragazzo è Forrest, uno dei guardiani sospettati dell'uccisione della ragazza e il principale accusatore di Theo.
Il viaggio di Theo è il pretesto per l'autore per raccontare la storia di un mondo che, da lì a poco, sarebbe cambiato. La storia di un popolo, delle angherie subite, del tragitto che molti schiavi facevano per trovare la libertà e delle reti clandestine che si venivano a creare. Dei tradimenti che i fuggitivi subivano. Del modo con cui l’opinione pubblica percepiva lo schiavismo a cinque anni dall’abrogazione, in un’America che iniziava a non starci più. Delle disparità di trattamento tra proprietari (che non avevano interesse a vedere i propri schiavi maltrattati. Uno schiavo infortunato era un costo e una rendita minore) e guardiani (che spesso sfogavano le proprie frustrazioni sugli schiavi). La musica che nasceva in quegli anni. Insomma, Freeman è una sorta on the road-western in cui Theo, più che un protagonista, è testimone del suo tempo.
Theo inizierà a chiamarsi Freeman a partire dalla terza storia: "Butcher Blake", pubblicata nel Dicembre 2019. Il nome gli viene dato da Tyler, un soldato nordista che lo aiuterà nella fuga.

## Struttura della serie
Ogni episodio è di 48 tavole (con eccezione del secondo, che ne ha 50), con una costruzione della tavola alla francese (quattro strisce per tavola), a dispetto dei disegni classici all'italiana e rigorosamente in bianco e nero ed è diviso in quattro capitoli da dodici pagine ciascuno per agevolare la pubblicazione settimanale su Skorpio. Collegata l'un con l'altra, formando un corpus unico, ogni storia si conclude con un cliffhanger che rimanda alla successiva.
Curiosità: in ogni episodio è presente una canzone (per lo più della tradizione gospel e spiritual e termina con una citazione, un aforisma letterario che rimanda al tema del numero.

## Personaggi
- Theo (Freeman)
- Abe
- George Forrest
- Richard Bronson/Herry Crane
- Mister Cole
- Mrs Cole
- Marie
- Mamie Belle
- Tim
- Butcher Blake
- Tyler
- I Fratelli Scott e Dan Morris
- Augustus
- Horatious Wright
- Capitan Cannonball
- Esmeralda
- Ursus
- Harriet Tubman
- Eric Stevenson
- John
- Todd
- Brad
- Chantelle
- Rick Clancy

## Riferimenti a fatti o personaggi storici
All'interno di Freeman vengono menzionati spesso personaggi realmente esistiti o fatti storici accaduti in quegli anni. Di seguito alcuni dei più significativi.
- Nat Turner, Leader della rivolta scoppiata nella Contea di Southampton in Virginia nell'agosto 1831. (Freeman #1)
- Riferimento all'alluvione dell'Androscoggin River (Freeman #1)
- Riferimento agli schiavi bianchi, a riscatto. (Freeman #1 Freeman 8)
- Armata della Virginia Nord-Orientale e Armata del Potomac (Freeman #3)
- Il Generale Maggiore Irvin McDowell (Freeman #3)
- Battaglia di Bull Run (Freeman #3)
- Riferimento agli schiavi utilizzati come scudi umani (Freeman #3)
- John Brown abolizionista statunitense, cui è dedicata la popolare canzone John Brown's Body (Freeman #3)
- Underground Railroad, na rete informale di itinerari segreti e luoghi sicuri utilizzati dal XIX secolo dagli schiavi afroamericani negli Stati Uniti per fuggire negli stati liberi e in Canada con l'aiuto degli abolizionisti che erano solidali con la loro causa. (Freeman #3 - Freeman #6 - Freeman #7 - Freeman 8)
- Harriet Tubman,  anche conosciuta come "Mosè degli afroamericani". (Freeman #3 - Freeman #6)
- Battaglia di Harpers Ferry (Freeman #3)
- John Letcher, Governatore della Virginia dal 1 gennaio 1860 al 1 gennaio 1864 (Freeman #4)
- Phineas Taylor Barnum,  imprenditore e circense statunitense. (Freeman #5)
- Abraham Lincoln, anche noto in italiano come Abramo Lincoln, 16º Presidente degli Stati Uniti d'America. L'episodio fa riferimento a quando il Presidente Americano fu un campione di Wrestling, arrivando a vincere persino il titolo dell’Illinois, a New Salem, in un match contro Jack Armstrong dei Clary's Grove Boys, ancora oggi ricordato dagli appassionati.
- William Lloyd Garrison (Newburyport, 12 dicembre 1805 – New York, 24 maggio 1879) è stato un giornalista, abolizionista e riformista sociale statunitense. (Freeman #7)
- Gli schiavi della Great Dismal Swamp: riferimento ai fuggitivi che si nascondevano nelle paludi della Virginia. (Freeman #7 Freeman #8)
- La presa di Alenxandria (Virginia) da parte dell'esercito dell'Unione (Freeman #8)

## Citazioni e aforismi
Nel corso della serie sono state citate frasi di Nelson Mandela, Edgar Allan Poe, Harriet Tubman, Urszula Zybura, Alphonse Karr, William Faulkner, Khalil Gibran Tucidide
- Freeman #1:

(Nelson Mandela)
- Freeman #2

(Edgar Allan Poe)
- Freeman #3

(Harriet Tubman)
- Freeman #4

(Urszula Zybura)
- Freeman #5

(Alphonse Karr)
- Freeman #6

(William Faulkner)
- Freeman #7

(Nelson Mandela)
- Freeman #8

(Khalil Gibran)
- Freeman #9

(Tucidide)

## Canzoni
- Amazing Grace (John Newton - Freeman #1)
- Wade in the water (Tradizionale - Freeman #2)
- Sweet Canaan (Tradizionale - Freeman #3)
- John Brown's Body (Tradizionale - Freeman #3)
- Shuck that corn before you eat (Tradizionale - Freeman #4)
- Bury me not on the lone prairie (Tradizionale - Freeman #5)
- Swing Low, Sweet Chariot (Tradizionale - Freeman #5)
- Streets of Laredo (o Cowboy's lament) (Tradizionale - Freeman #6)
- Go Down Moses (Tradizionale - Freeman #7)
- Do, Lord, Remember Me (Tradizionale - Freeman #7)
- Molly, Do You Love Me? (Stephen Foster - Freeman #8)
- Oh, Freedom (And before I'd be a slave) (Tradizionale - Freeman #9)

## Elenco episodi
- 1 (001) La ballata di un uomo libero (10/2018)
- 2 (002) Braccato (01/2019)
- 3 (003) Butcher Blake (12/2019)
- 4 (004) Gli spietati (06/2020)
- 5 (005) Il più grande spettacolo del mondo (10/2021)
- 6 (006) Ribellione (03/2022)
- 7 (007) Una donna chiamata Moses (12/2022)
- 8 (008) Verso il confine (11/2023)
- 9 (009) Le strade della libertà (09/2024)

## I Classici del Fumetto di Lanciostory & Skorpio
Dal 25 ottobre 2024, Editoriale Aurea ha iniziato ristampare le avventure di Freeman in un albetto monografico ospitato all'interno della collana I classici del fumetto di Lanciostory & Skorpio. Ogni albo, di 72 pagine, contiene una storia e mezzo per un totale di 8 albi mensili. 
1 (001) La ballata di un uomo libero (Ottobre 2024)
contiene: "La ballata di un uomo libero" e "Braccato (parte 1)"
2 (002) Butcher Blake (Novembre 2024)
contiene:  "Braccato (parte 2)" e "Butcher Blake"
3 (003) Gli spietati (Dicembre 2024)
contiene:  "Gli Spietati" e "Il più grande spettacolo del mondo (parte 1)"
4 (004) Ribellione (Gennaio 2024)
contiene:  "Il più grande spettacolo del mondo (parte 2)" e "Ribellione"
5 (005) Una donna chiamata Moses (Febbraio 2024)
contiene:  "Una donna chiamata Moses" e "Verso il confine (parte 1)"
6 (006) Le strade della libertà (Marzo 2024)
contiene:  "Verso il confine (parte 2)" e "Le strade della libertà"

## Edizioni estere
- ARGENTINA (edito da Duma Ediciones)
- BRASILE (edito da DaRosa e Lorobuono)